# Изюмские стоянки
Изюмские стоянки — археологические памятники, найденные на берегу реки Северский Донец и в окрестностях города Изюм Харьковской области. Они датируются временами мезолита и неолита.

## История
В 1930-х годах на территориях, расположенных неподалеку от города Изюма и на левом берегу реки Северский Донец исследователи обнаружили археологические памятники времен мезолита и неолита. Мезолитовые стоянки были найдены на боровых террасах, а неолитовые — в пойме реки на песчаных возвышенностях. Мезолитовые стоянки датированы 8-6 тысячами лет до н. э., во время их раскопок обнаружили разные изделия из кремня, в том числе пластины, резцы, скребки. Во время раскопок неолитовых стоянок, были найдены крупные кремнёвые орудия, в том числе клинья, топоры, ножи, обломки глиняной посуды, предметы быта, расчески.
В трудах исследователя Н. В. Сибилёва содержится детальное описание расположения археологических объектов на территории Гончаровки — одного из районов Изюма. Северная часть Гончаровки упирается в заболоченную пойму притока Донца. По обе стороны от нее есть небольшие стоянки, датированные бронзовым веком. На окраине северо-восточной части Гончаровки в бронзовом веке располагалось селение. Вследствие этого, через столетия здесь можно было найти остатки керамики и кремнёвые вещи. На юго-восточной окраине района Гончаровка расположена цепь заливных озер, здесь находятся первая, вторая и третья Изюмские стоянки. На западных берегах луговых озер расположены четвертая и пятая Изюмские стоянки-мастерские. Шестая Изюмская стоянка расположена немного отдельно от первых пяти. Чтобы добраться до нее, нужно от первой стоянки пройти по песчаной террасе на запад, затем на юг, вблизи озера Вильхова заканчивается шестая стоянка.
На этих территориях в XX веке проводили свои исследования учёные археологи: Ю. В. Готье, В. А. Городцов, А. С. Федоровский, С. С. Гамченко, П. Д. Либеравы, П. П. Ефименко. Коллекция кремнёвых орудий, которая находилась в Изюмском краеведческом музее, до Великой Отечественной войны считалась одной из лучших в Украине.
Одна из Изюмских стоянок открыта в урочище Бондариха вблизи Изюма. По ней названа бондарихинская археологическая культура.